# Opactwo Tintern
Opactwo Tintern (ang. Tintern Abbey, wal. Abaty Tyndyrn) – to obecnie opuszczone ruiny opactwa znajdujące się w pobliżu miejscowości Tintern, 13 km od Monmouth w Walii, w pobliżu rzeki Wye. Od 1984 r. znajduje się pod opieką Wales Heritage Service.
Opactwo zostało założone 9 maja 1131 r. przez normańskiego lorda Waltera de Clare, należącego do zakonu cystersów. Kościół, który zachował się do naszych czasów, został znacznie przebudowany w latach 1220-1287; przebudowa opactwa jako całości została ukończona na początku XIV wieku. Opactwo przestało istnieć w 1537 r. pod panowaniem Henryka VIII, gdy skonfiskowano wszystkie klasztory; następnie większość budynków opactwa została zniszczona.
Ruiny opactwa zostały rozsławione przez Wordswortha, który uwielbiał spacerować po okolicy, w słynnej elegii ze zbioru Ballad lirycznych (1798). Od tego czasu ruiny opactwa niejednokrotnie stawały się źródłem inspiracji dla jego epigonów. W 1901 r. opactwo zostało odkupione od księcia Beaufort przez rząd brytyjski.